# Marsas (Altos Pirenéus)
Marsas é uma comuna francesa localizada na região administrativa de Occitânia, no departamento dos Altos Pirenéus. Estende-se por uma área de 2,77 km². Em 2010 a comuna tinha 73 habitantes (densidade: 26,4 hab./km²).